# Fontaine de Chazerat
La fontaine de Chazerat est une fontaine située dans le centre-ville de Riom en Auvergne, place Jean-Soanen. Elle est réalisée en 1782-17842 avec les pierres des anciens remparts.

## Historique
Les murailles de la ville de Riom forment, au début du XVIIIe siècle, une ceinture de 2 km de long, percée de quatre portes (porte de Layat, au nord, porte de La Bade, à l'Est, porte de Clermont, au Sud, porte de Mozac, à l'Ouest) et d'une poterne. En 1739, on commence la démolition de ces remparts en commençant par la tour du Bourreau, puis la porte de Layat, en 1750. On continue cette démolition, jusqu'en 1779 pour les remparts autour de la porte de Layat, en ne laissant en place que les tours Goyon et Bonan qui font partie du palais des ducs d'Auvergne,. Chaque porte était placée sous la protection de la Vierge. Des niches abritaient des statues de Marie dont le culte était relayé par des confréries. Les fossés sont comblés et permettent la création de boulevards ombragés.
Le père mariste Jean Bonnet a dénombré 62 fontaines en 1796 dans une étude sur les Fontaines riomoises.
Les portes abattues sont remplacées par des piliers, sauf la porte de Layat. La forte pente de la rue de l'Horloge nécessitait de doubler les attelages des voitures pour leur permettre de gravir la rue. Pour limiter la pente, la porte a été réaménagée entre 1782 et 1784 par l'architecte Claude-François-Marie Attiret en construisant un mur de souténement, des rampes d'accès et un escalier à double rampe.
La fontaine doit son nom au dernier l'intendant de la généralité de Riom, Charles-Antoine-Claude de Chazerat, marié à une riomoise. La fontaine est construite contre le mur de soutènement terminée en 1788 comme l'indique l'inscription latine :
REGNANTE LUDOVICO XVI
AUSPICE D.D.C.A.C. DE CHAZERAT
AMOENAQUE RUDIBUS OLIM IN LOCIS
EX ARDUIS FACILES ISTI FACTI SUNT ADITUS
MUNIFICO ARVERNIAE APUD NOS PRAEFECTO
PLANO NUNC IN CIRCUITU AMBULACRA RIDENT
GRATITUDINEM FIDO LAPIDI MANDATAM
POSTERIS TRANFERAT MONUMEMTUM PERENNE
ANNO REP. SAL. M DCC LXXX VIII

## Protection
La fontaine de Chazerat a été inscrite au titre des monuments historiques le 20 juin 1925.

## Présentation
La fontaine est encadrée par deux pilastres vermiculés surmontés de vases. L'eau sort d'un griffon, elle est recueillie dans une vasque, puis s'écoule dans un plan d'eau et tombe dans un bassin.
Un cadre est inséré dans le mur de chaque côté de la fontaine, avec dans un cartouche les armes de la ville et de l'intendant Chazerat qui ont été martelées. Au milieu, sur un globe entouré de palmes étaient sculptées les armes royales. Au-dessous se trouve l'inscription latine donnée ci-dessus.
La fontaine est, aujourd'hui, un peu écrasée car le mur de soutènement a été relevé d'un muret garde-corps.